# Sándor Zsolt (matematikus)
Sándor Zsolt (Székelyudvarhely, 1968. december 9. –) erdélyi magyar matematikus, egyetemi tanár.

## Életpályája
1988–1993 között a Babeș–Bolyai Tudományegyetemen és a bukaresti egyetemen matematika szakot végzett. 1994–1996 között Prágában közgazdaság-tudományban képezte tovább magát. 1996–2001 között a groningeni egyetem közgazdaság-tudományi karán doktorandusz, ahol 2001-ben doktorált. Ezután Rotterdamban, Madridban és Groningenben dolgozott, 2011-től a Sapientia Erdélyi Magyar Tudományegyetem csíkszeredai helyszínén egyetemi docens, 2019-től professzor. Az ökonometria és a statisztika tárgyait oktatja.

## Munkássága
Fő kutatási területei a diszkrét választású modellekre épülő keresletmodellek becslése, és az ehhez kapcsolódó becslőfüggvények tanulmányozása.

### Szakcikkei (válogatás)
- Zsolt Sándor, Michel Wedel (2001): Using Managers’ Prior Believes for Constructing Conjoint Choice Designs, Journal of Marketing Research 38 (November), pp. 430–444.
- Alexander Konovalov, Zsolt Sándor (2010): On Price Equilibrium with Multi-Product Firms, Economic Theory, 44, pp. 271–292.
- Zsolt Sándor, Philip Hans Franses (2009): Consumer Price Evaluations through Choice Experiments, Journal of Applied Econometrics, 24, pp. 517–535.
- Zsolt Sándor, Michel Wedel (2005): Heterogeneous Conjoint Choice Designs, Journal of Marketing Research, 42, pp. 210–218.
- Zsolt Sándor, Péter András (2004): Alternative Sampling Methods for Estimating Multivariate Normal Probabilities, Journal of Econometrics 120, pp. 207–234.
- Zsolt Sándor, Kenneth Train (2004): Quasi-Random Simulation of Discrete Choice Models, Transportation Research B 38, pp. 313–327.
- Zsolt Sándor, Michel Wedel (2002): Profile Construction in Experimental Choice Designs, Marketing Science 21 (4), pp. 455–475.